# Osservatorio di La Silla
L'osservatorio di La Silla (nome ufficiale: La Silla Paranal Observatory) è un osservatorio astronomico gestito dall'Osservatorio europeo australe, situato sul Cerro La Silla (2400 m), nel sud del deserto dell'Atacama, in Cile. Il nome originario della montagna era Cinchado, ribattezzata poi con La Silla (la sella) dalla sua particolare forma.
L'inaugurazione dell'osservatorio di La Silla, avvenuta ufficialmente il 25 marzo 1969, è stato il momento culminante del proposito della comunità astronomica europea di creare un osservatorio professionale nell'emisfero australe. Nei successivi decenni La Silla ha fatto da test e trampolino di lancio per lo sviluppo di scienza, tecnica e formazione di personale esperto che facesse da tramite con la comunità scientifica del paese ospitante, il Cile, e quella mondiale, oltre che con altre strutture osservative presenti nel territorio andino. Dopo 50 anni La Silla è ancora all'avanguardia nella ricerca astronomica con il telescopio da 3,6 metri di ESO e con il telescopio NTT oltre a un cospicuo numero di indagini osservative che producono scienza di alto livello.
La Silla è stato per tre decadi la struttura centrale per gli astronomi europei e per tale tempo ha rappresentato la stessa esistenza di ESO. Oltre alle scoperte effettuate dai telescopi con differenti aperture che sono succeduti, La Silla ha fatto da test per strumenti e tecnologie innovative; il telescopio da Max-Planck da 2,2 metri (MPG) in cupola sino alla tecnologia degli specchi segmentati applicata al telescopio NTT operativo dal 1989, la cui riuscita ha fatto svolta per la realizzazione del Very large Telescope (VLT).
Molti strumenti sono stati concepiti e successivamente montati sui telescopi di La Silla, dallo spettrografo a riduzione del focale collegato ad una camera spettrografica per oggetti lontani (EFOSC) ai primi rivelatori a singolo pixel sino alle ampie matrici oggi presenti nella spettrografia degli strumenti a infrarosso. La Silla ha vissuto anche la transizione tra la fotografia a lastre ed i primi rivelatori digitali CCD. Il primo disco per osservazioni in banda sub-millimetrica dell'emisfero australe è stato collocato presso il plesso di La Silla. La metodologia dell'osservazione da remoto e la modalità osservativa ''di servizio'' (service mode) applicata al telescopio NTT, che sarà la base delle future osservazioni di tutti i telescopi di fascia alta, sono state qui attività pionieristiche.

## Storia dell'osservatorio

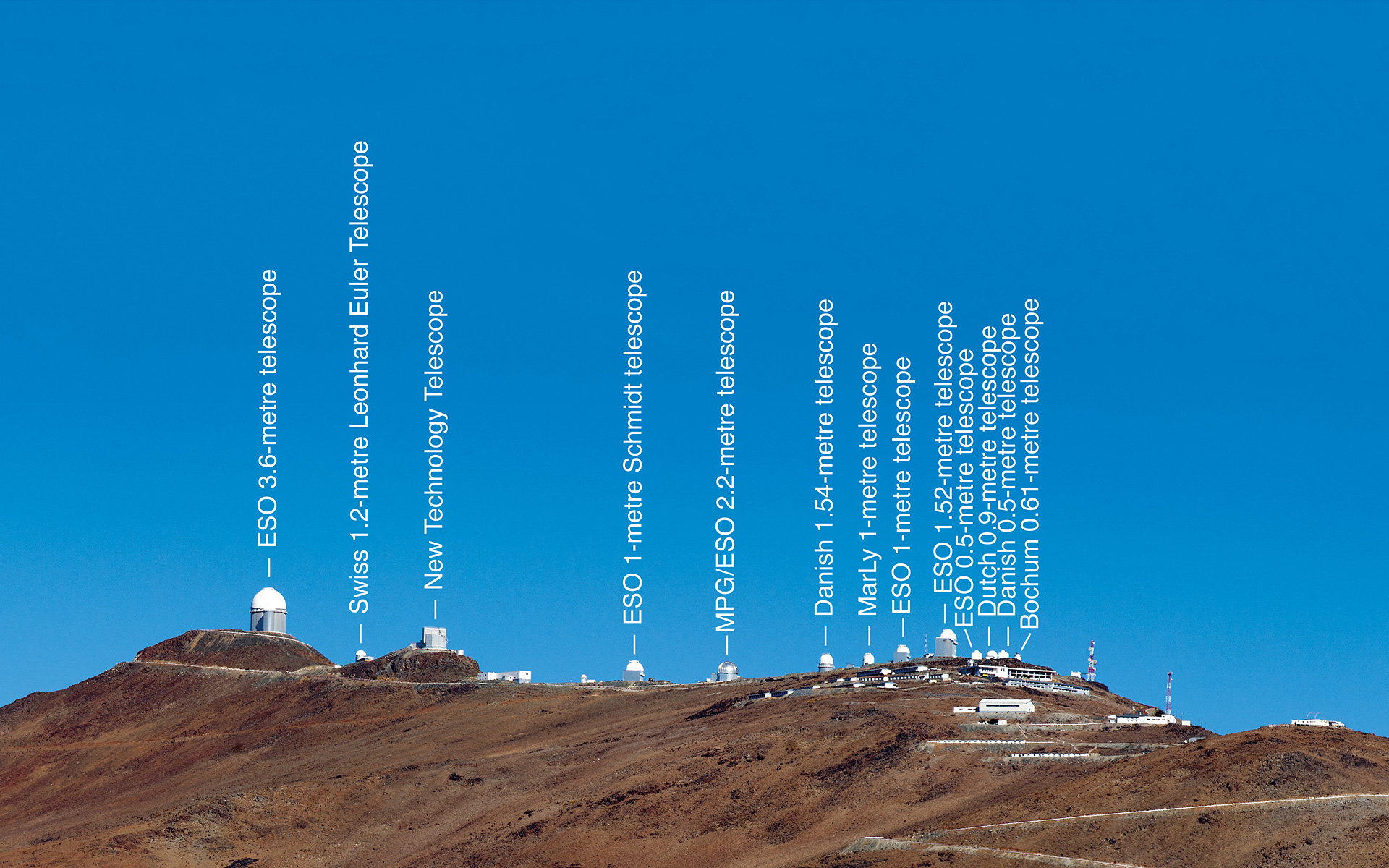
Vista dell'osservatorio con i nomi dei telescopi

La Silla fu il primo sito in Cile scelto dall'ESO (European Southern Observatory, l'Osservatorio europeo australe) per costruirvi il proprio osservatorio.
La scelta viene definita nel maggio del 1964, e nell'ottobre dello stesso anno l'ESO acquistò la montagna.
- novembre 1976: vede la sua prima luce il telescopio ESO di 3,6 m di diametro
- 1984: inizia ad operare il telescopio Max Planck di 2,2 m di diametro
- 1989: inizia ad operare il New Technology Telescope di 3,58 m di diametro
- 1998: viene installato il Leonhard Euler Telescope (Swiss Telescope) di 1,2 m di diametro
- 1999: il telescopio ESO di 3,6 m viene completamente ammodernato
- febbraio 2003: viene installato lo spettrografo HARPS sul telescopio ESO di 3,6 m
- 2004: un nuovo specchio secondario viene installato sull'ESO di 3,6 m, migliorando considerevolmente la qualità delle immagini
- A luglio 2017 è stato effettuato il test di prima luce per la stazione MASCARA[4] (Multi-site All-Sky Camera), uno strumento che cercherà esopianeti transienti. La stazione, Mascara, composta da 5 fotocamere digitali[5], può monitorare stelle fino alla magnitudo di 8,4. Obiettivi della campagna osservativa saranno principalmente i gioviani caldi ma possono essere rilevati pianeti delle dimensioni di Nettuno e super terre.[6]
- A settembre 2017 è entrato in uso lo strumento francese ExTrA, costituito da 3 telescopi da 0,6 m di diametro che usano il metodo di transito per individuare pianeti extrasolari.[7]

L'osservatorio ospita anche il Danish Telescope, di 1,5 metri di diametro (gestito dalla Danimarca) e il Le Marly, di 1 metro di diametro (gestito dalla Francia).

## Galleria d'immagini

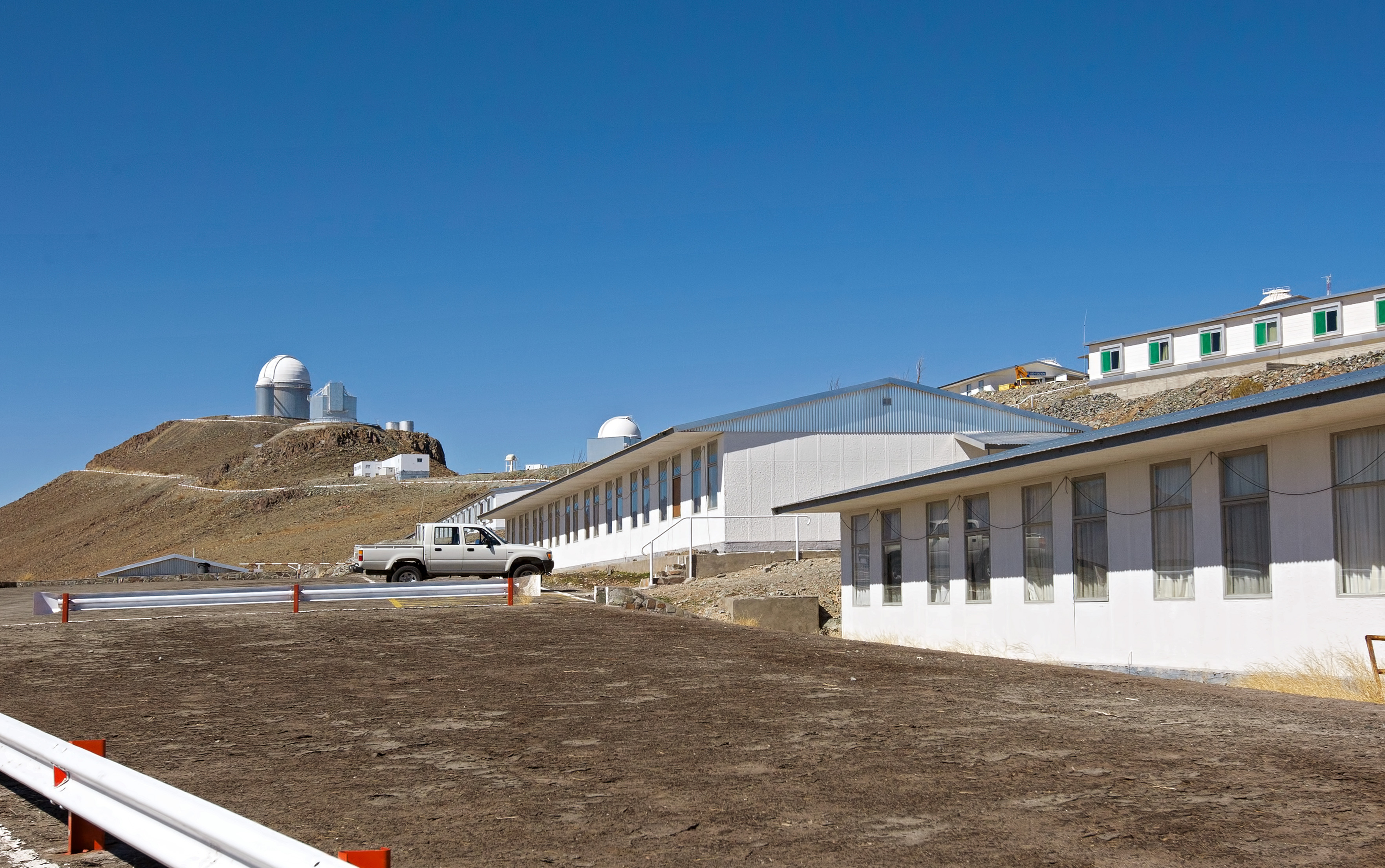
Dormitorio e uffici dell'osservatorio
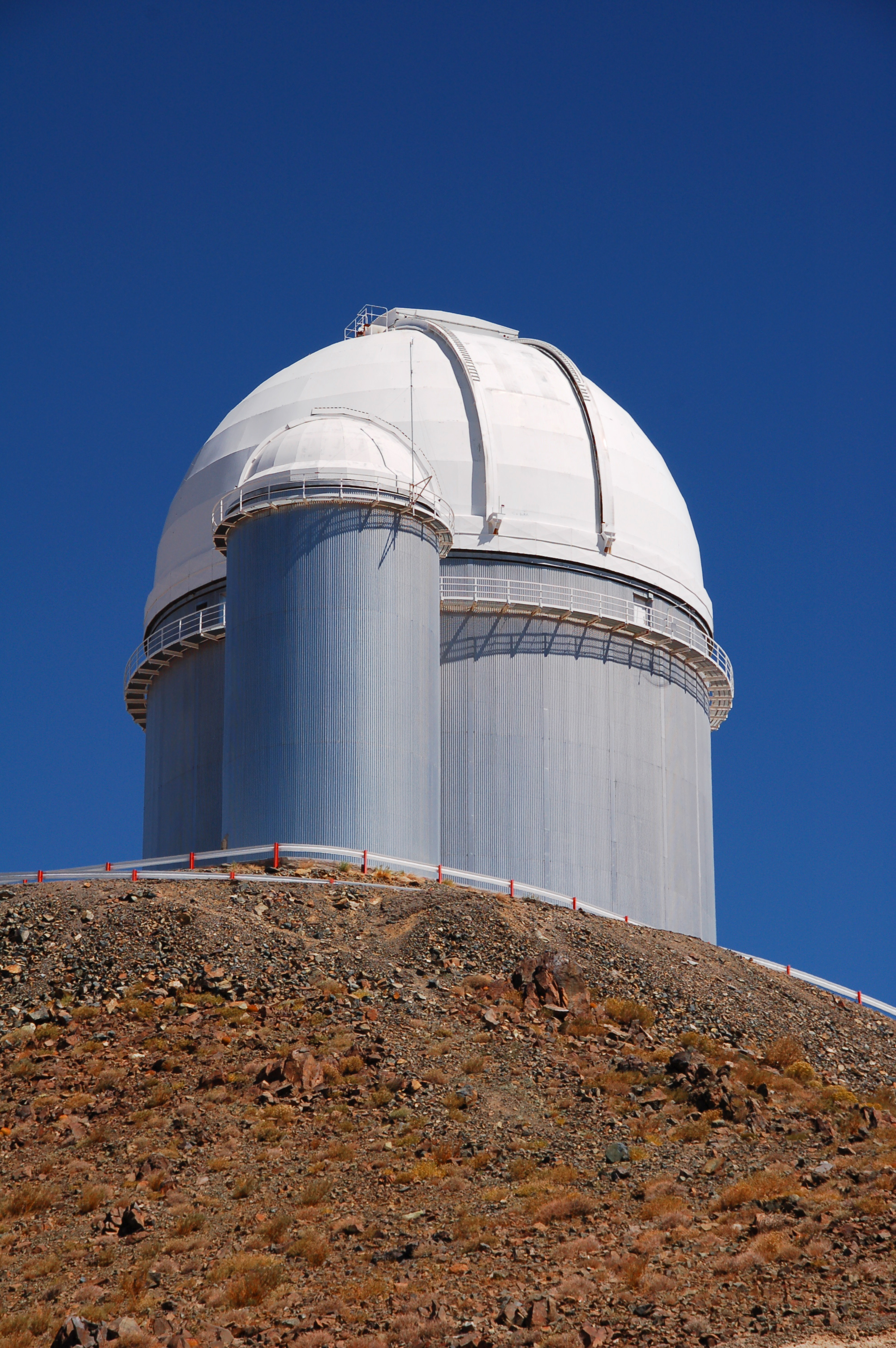
Telescopio ESO 3.6 m
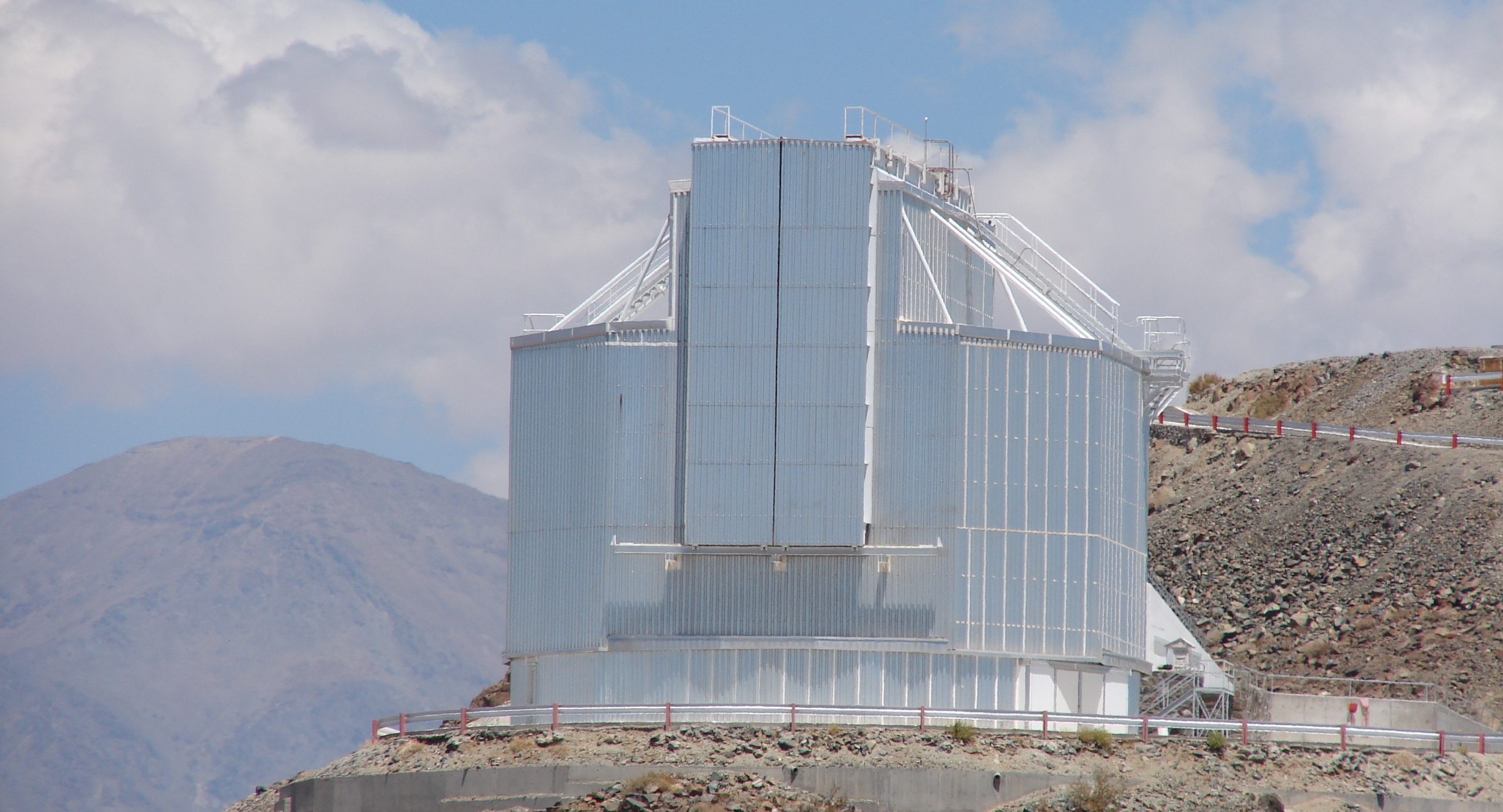
New Technology Telescope da 3,58 m
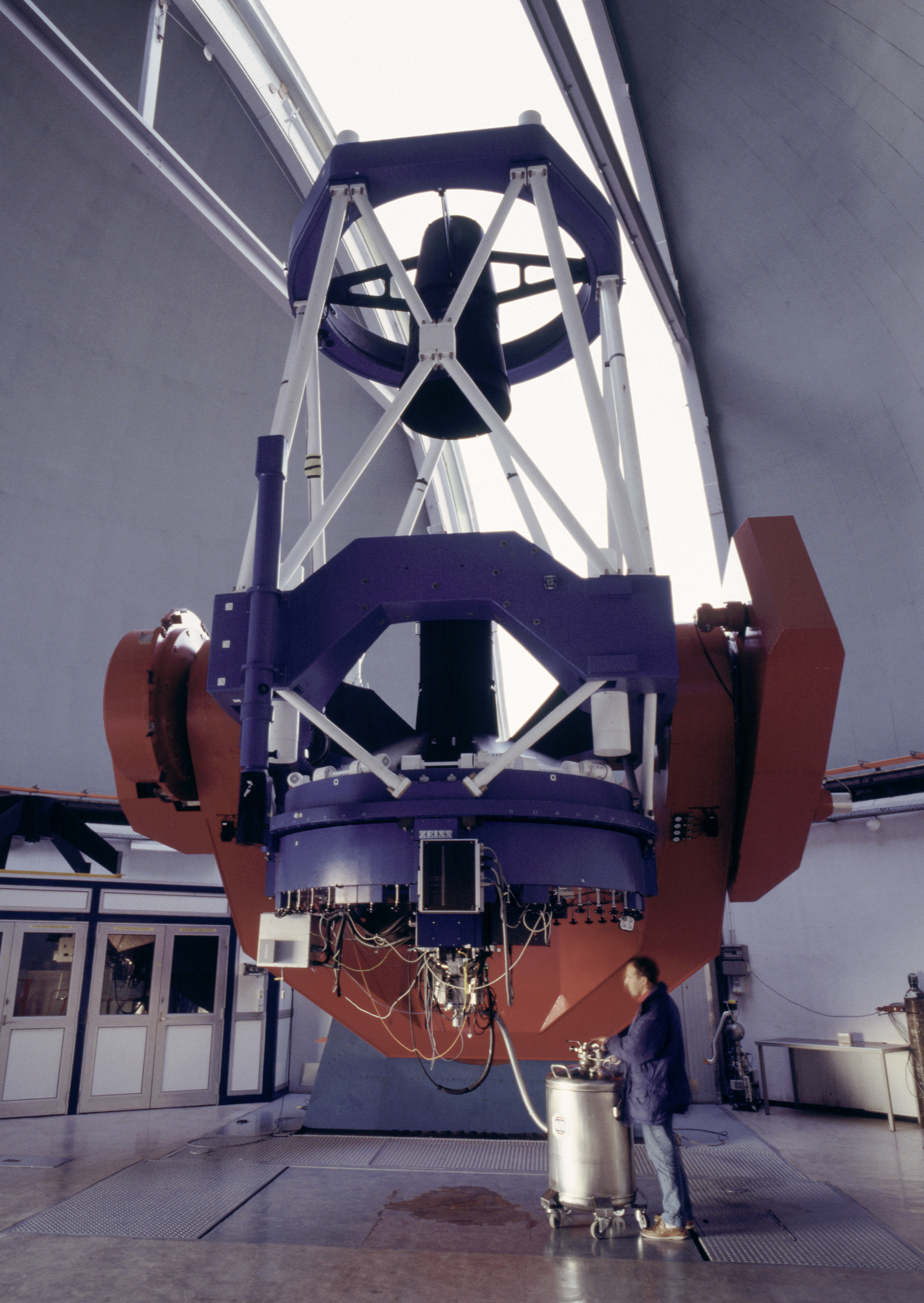
Telescopio MPG/ESO da 2,2 m
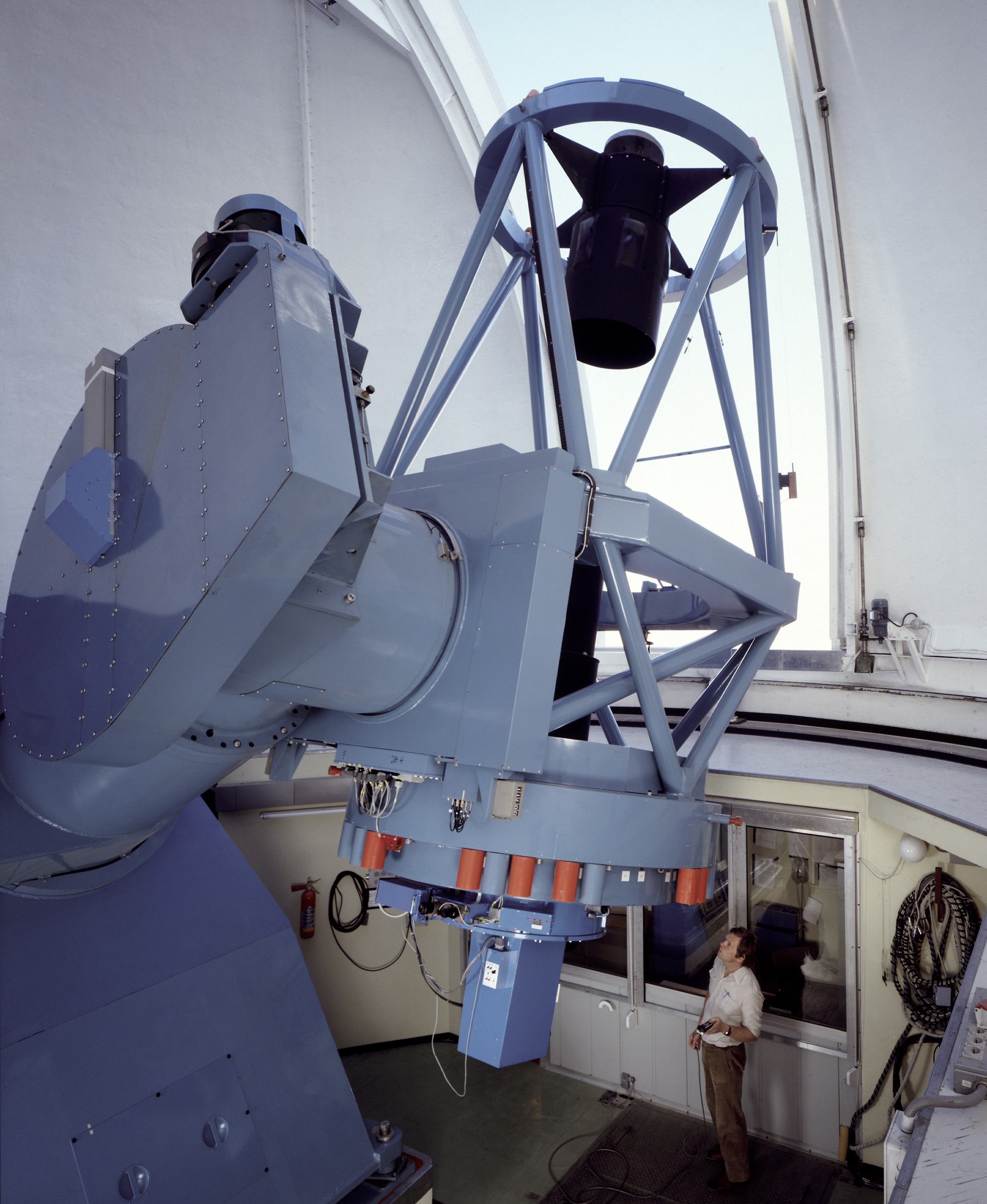
Telescopio danese da 1,54 m
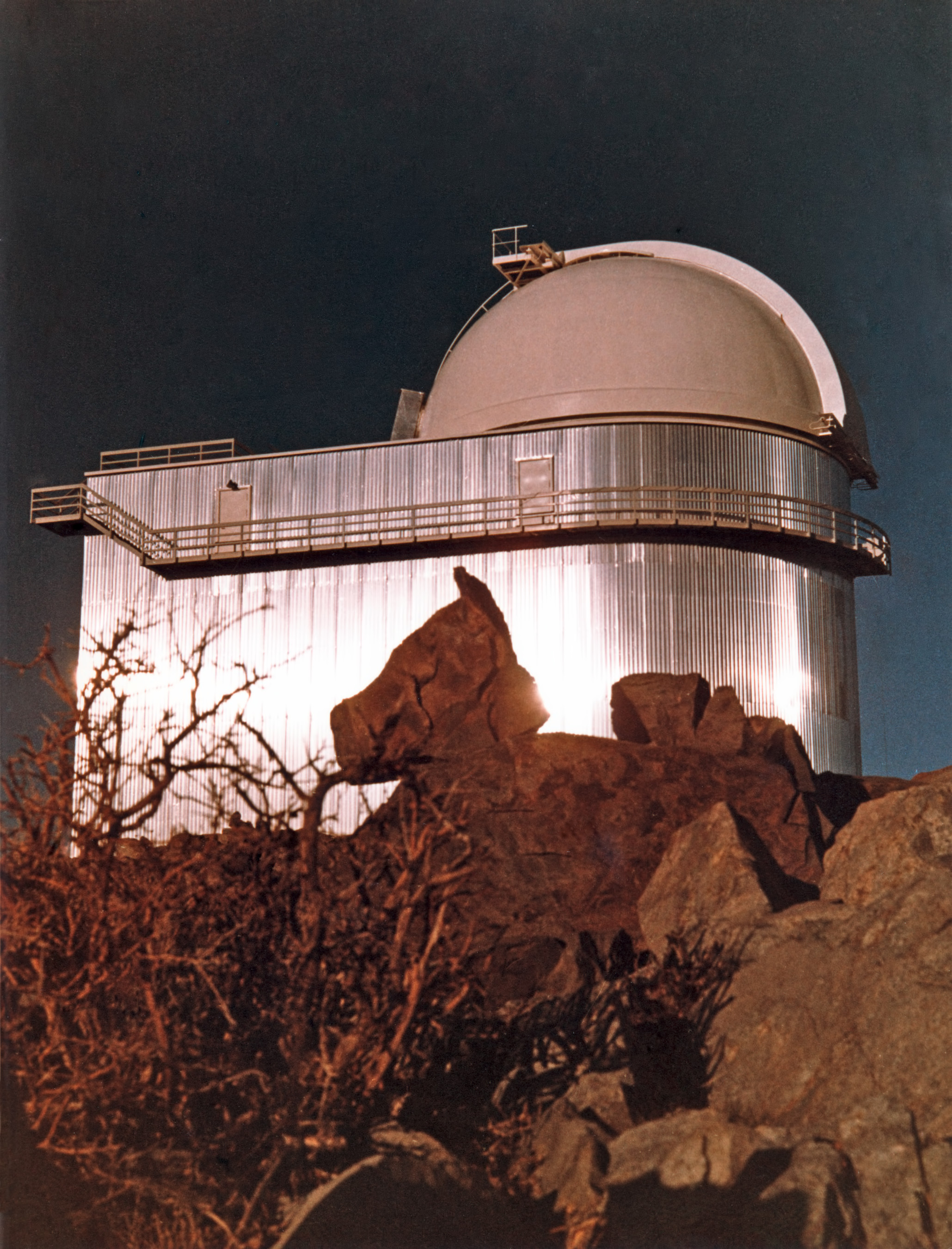
Cupola del telescopio da 1,52 m
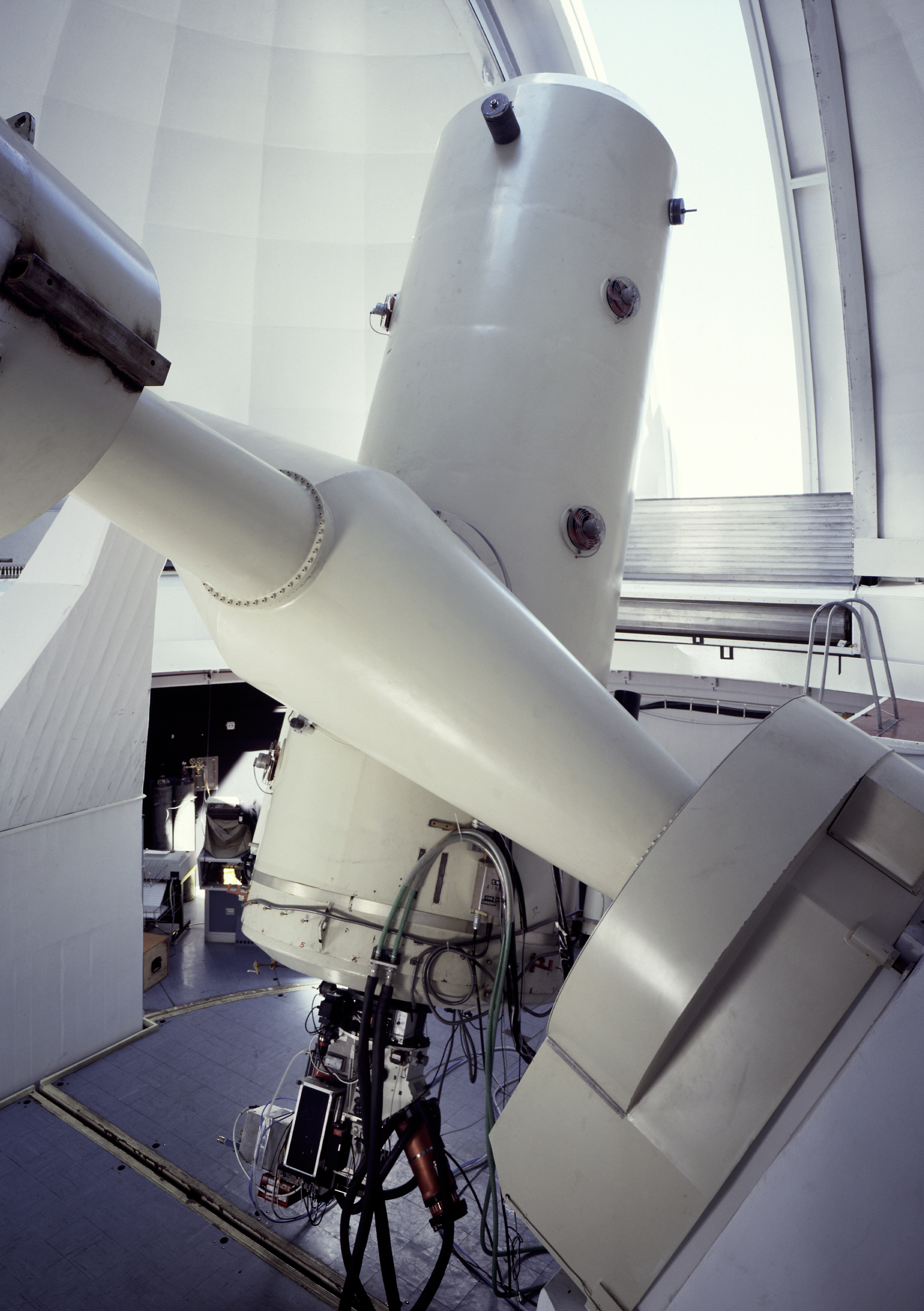
Telescopio da 1,52 m, decommissionato nel 2002
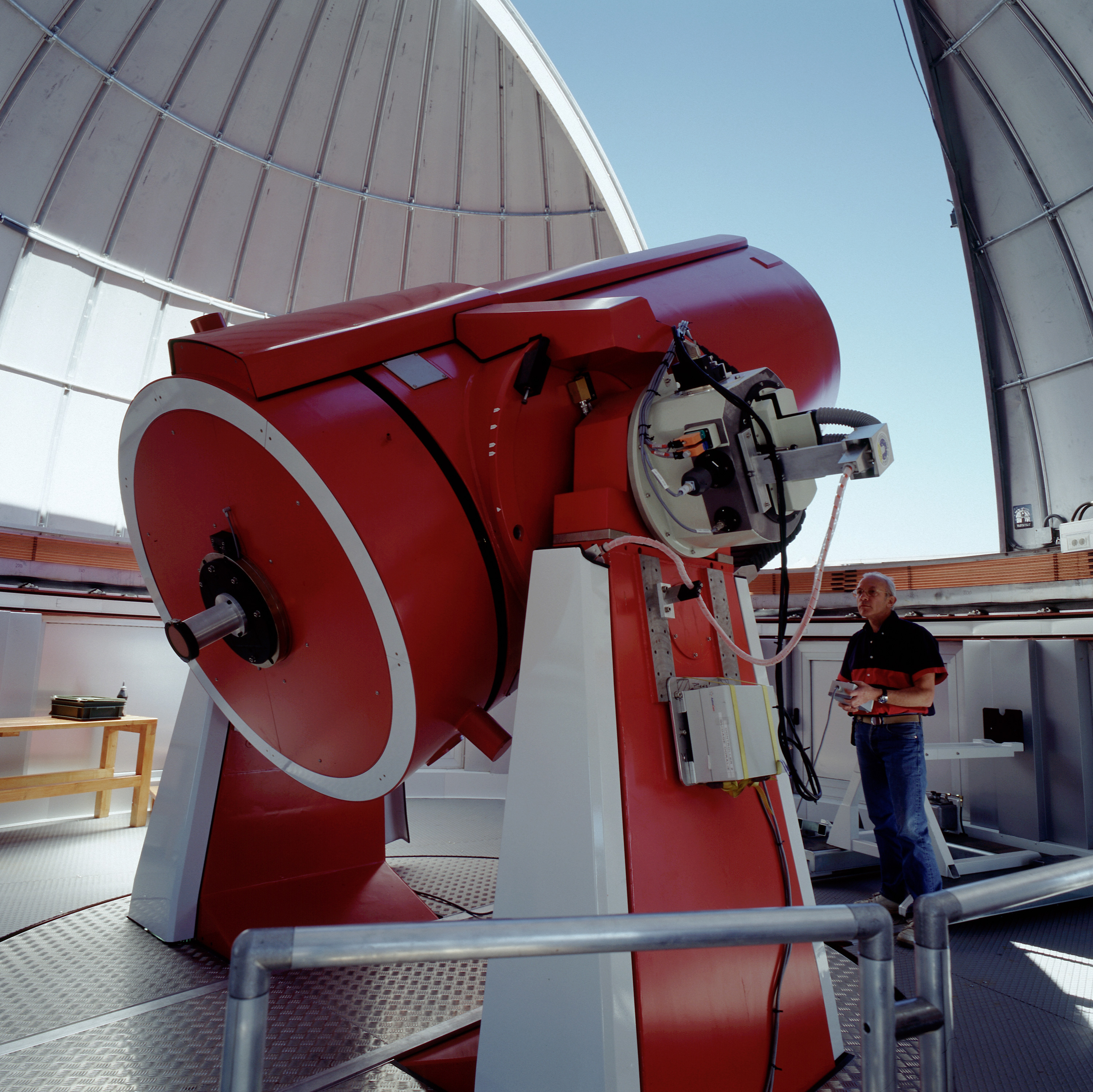
Il telescopio svizzero Leonhard Euler da 1.2-metri
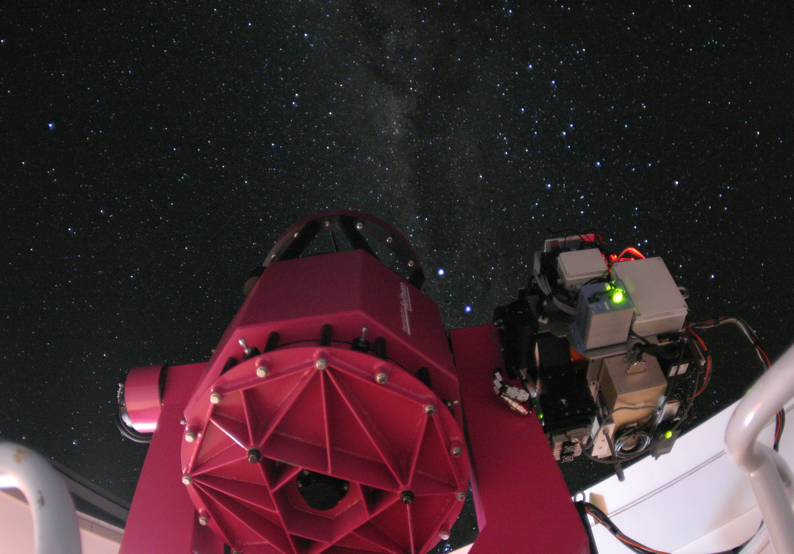
Il telescopio REM da 0,6 metri dell'INAF
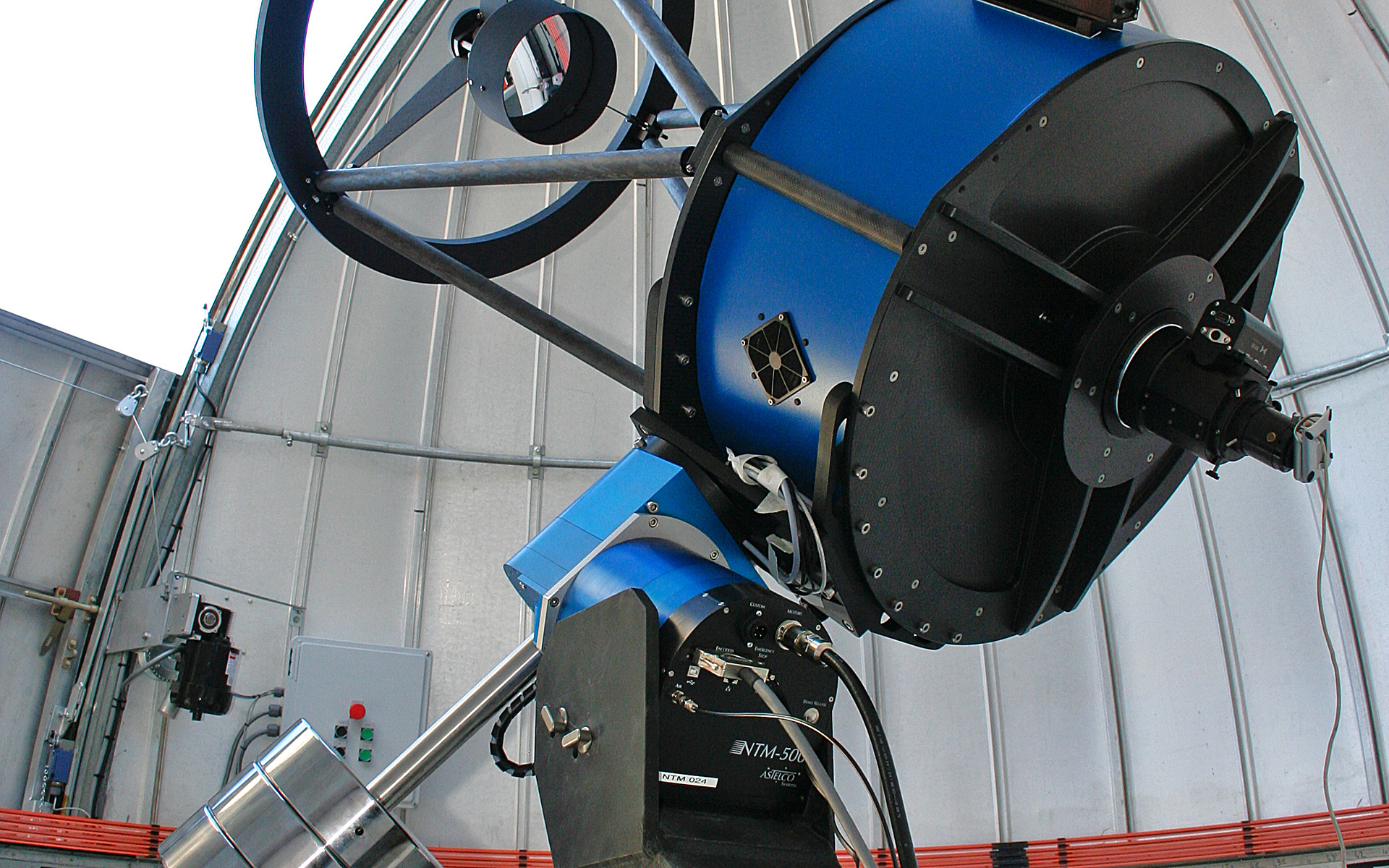
Il telescopio belga TRAPPIST da 60-cm
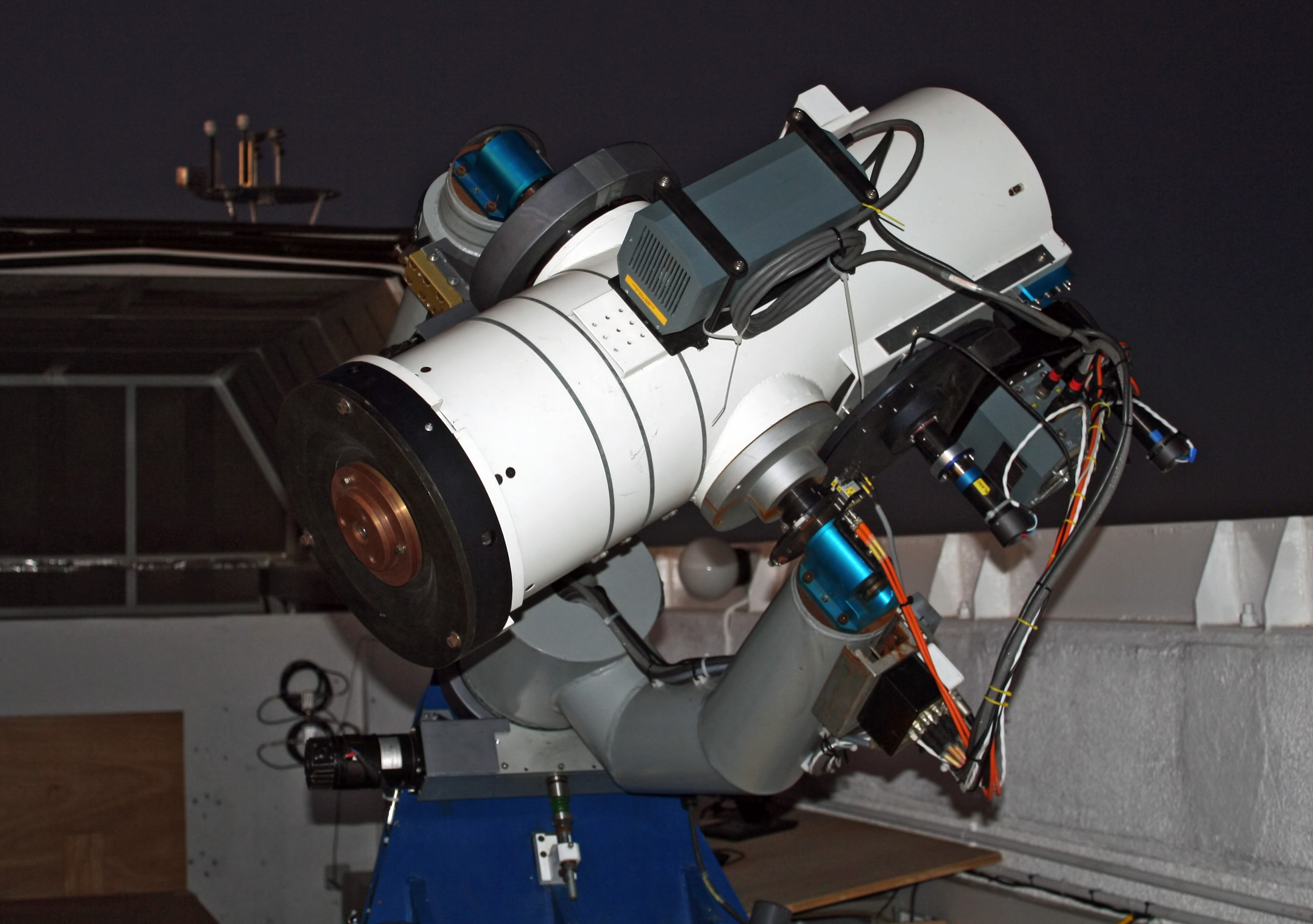
Telescopio TAROT da 60 cm

Panorama dell'osservatorio al tramonto con il telescopio ESO 3,6 m al centro e di lato il radiotelescopio svedese da 15 m tolto nel 2003